# سياه درة 2 (مقاطعة دورة)
سياه درة 2 (بالفارسية: سیاه دره 2) هي مستوطنة تقع في قسم تشكن الريفي (مقاطعة دورة) في إيران. يقدر عدد سكانها بـ 48 نسمة .